# Бурятия (телерадиокомпания)
Государственная телевизионная и радиовещательная компания «Бурятия» (ГТРК «Бурятия») — филиал ФГУП «ВГТРК» в Республике Бурятия.

## История
История телерадиокомпании началась в далёком 1929 году. Энтузиастами-радиолюбителями в Верхнеудинске был сооружён первый в Бурят-Монгольской АССР небольшой мощности радиоузел. Он обслуживал несколько радиотрансляционных точек, установленных в центре города. И тогда горожане услышали «голос Москвы».
В 1931 году был построен постоянно действующий радиоузел. И первые 700 слушателей впервые услышали голос местного диктора: «Говорит Верхнеудинск». Оборудование радиостанции было установлено в небольшом 2-х этажном здании по улице Ленина, напротив здания бывшего тогда там театра русской драмы. Передачи производились в студии на втором этаже здания.
Сооружение этого узла явилось началом радиофикации Бурятии. И уже в 1932 году радиостанция РВ-63 начала вещание на республику в диапазоне длинных волн. Все эти годы радиовещание не стояло на месте, а получало поступательное развитие: росло количество передающих станций, расширялась зона охвата, увеличивалась мощность излучения, осваивались новые частотные диапазоны.
И хотя народная мудрость и утверждает, что «лучше раз увидеть, чем сто раз услышать», радио и сейчас не утрачивает своей притягательной силы. Сегодня трансляцию Радио России и Бурятии осуществляют передатчики в FM- и УКВ-диапазонах на всю территорию республики. Государственное радио Бурятии готовит передачи на русском, бурятском и эвенкийском языках более трёх часов в сутки для всех категорий слушателей.
Век телевидения Бурятии ведёт свой отсчёт с рубежа 1960—1961 годов. 31 декабря 1960 года над столицей Бурятии Улан-Удэ взметнулась 162-метровая телевизионная вышка, и в здании телецентра началось опробование технического оборудования.
В следующем году был введён в постоянную эксплуатацию Улан-Удэнский программный телевизионный центр, и постановлением Совета Министров Бурятской АССР 10 июня 1961 года была организована «Улан-Удэнская студия телевидения». Первым директором был назначен Анатолий Васильевич Александров.
16 июня 1961 года состоялось официальное открытие Улан-Удэнской студии телевидения, после испытательной тест-таблицы в эфир вышла шапка " У-УСТ " (на музыку композитора Жигжита Батуева). Телевизионную программу открыли выступления Секретаря бурятского обкома КПСС Д. Д. Лубсанова, Секретаря Улан-Удэнского Горкома КПСС К. М. Продайводы, Председателя Бурятского комитета по радиовещанию и телевидению И. И. Болдогоева. Программу продолжил киноконцерт мастеров искусств творческих коллективов Всесоюзного радио и ЦТ. В этот день в эфир вышел и первый выпуск телевизионных новостей «По родному краю». Завершилась программа художественным фильмом «Нормандия-Неман».
Над первым официальным телевыпуском работали: режиссёры Пётр Николаев и Иван Миронов, звукорежиссёр Галина Загбаева, телеоператоры Алексей Дмитриенко и Николай Втюрин. Первыми дикторами Бурятского телевидения были обаятельные талантливые женщины Алла Болдогоева, Валентина Жалсараева, Софья Гончикова. Первые дикторы-мужчины обладали прекрасным тембром голоса и дикцией: Владимир Коренев, Лев Перминов, Валерий Хацанов. В первый редакторский состав вошли люди, чьим творчеством затем долгие годы восхищались благодарные телезрители.
7 ноября 1962 года состоялся первый выезд ПТС (передвижной телевизионной станции) на площадь Советов, откуда вёлся прямой репортаж с демонстрации, посвящённой 45-й годовщине Великого Октября. 14 октября 1967 года с помощью наземной станции «Орбита» была получена картинка центрального телевидения и со 2 ноября началась постоянная трансляция передач ЦТ.
Все передачи, подготовленные журналистами У-УСТВ, до ноября 1970 года выходили в прямом эфире. 19 ноября 1970 года была осуществлена первая видеозапись передачи на видеомагнитофоне «Кадр-1». С апреля 1980 года телезрители Бурятии получили возможность принимать вторую Всесоюзную программу. 7 ноября 1982 года в эфир вышла первая цветная передача Бурятского телевидения. С первого октября 1985 года вся его программа перешла на цветное изображение.
С 13 декабря 1989 года состоялся первый выезд журналистов ГРИ с ТЖК (телевизионным журналистским комплексом) на съёмки в один из цехов ЛВРЗ.
С 19 марта 2001 года по 13 января 2008 года ГТРК «Бурятия» имела отдельный телеканал на 5-й метровой частоте, где основным вещателем был телеканал НТВ. Именно на этой частоте выходила популярная молодёжная передача «ОтТИНись». В дальнейшем, частота будет отдана телеканалу Россия-24.
За 56 лет существования студии телевидения программы, созданные её творческими группами, принимали участие в многочисленных Международных, Всесоюзных и Всероссийских телевизионных фестивалях, конкурсах и смотрах, и стали обладателями главных призов, лауреатами, дипломантами и призёрами в различных номинациях.
По обменным каналам творческие программы Бурятского ТВ были показаны телезрителям многих городов Советского Союза. Отдельные (в основном, музыкального и познавательного плана) передачи, были показаны за рубежом: в Монголии, Китае, Японии, Индии, Северной Корее, Малайзии, Арабских Эмиратах, Франции, Италии.

## ГТРК «Бурятия» сегодня
ГТРК «Бурятия» сегодня, это:
- гибридная технология производства программ в видеоформате DVCAM;
- компьютерная дизайн — студия, с возможностями двух и трёхмерной графики и нелинейного монтажа;
- ПТС для освещения массовых зрелищ, концертов, театральных постановок и других особо значимых событий;
- возможность работать в прямом эфире и передачи информации по каналам связи в любую точку мира;
- команда профессионалов — журналистов, режиссёров, операторов, инженеров;
- программы разного жанра, способные привлечь внимание самого широкого круга зрителей.

Особой гордостью является региональная спутниковая сеть распространения программ, посредством которой программы радио и телевидения Бурятии доступны на всей территории республики. Впереди у компании переход на цифровой формат вещания, с вводом которого значительно улучшится качество телевизионного и радиосигнала.

## О телерадиокомпании

### Программы телеканала «Россия-1 — Бурятия»
- «Вести-Бурятия»
- «Вести-Бурятия. События недели»
- «Вести-Бурятия. Дежурная часть»
- «В народном Хурале Бурятии»
- «Открытая студия: Диалог с президентом»
- «Толи»
- «Сагай Сууряан»
- «Тайзан»
- «Улгур»
- «Буряад Орон»
- «Бизнес-вектор. Бурятия»
- «Вести-Бурятия. Утро»
- «Вести. Дальний Восток»

### Программы телеканала «Россия-24 — Бурятия»
- «Вести-Интервью. Бурятия»
- «Вести-Экономика. Бурятия»
- «Вести-Пресса. Бурятия»
- «Приоритеты национальной политики»
- «Благовестъ»
- «Вести-Культура. Бурятия»
- «Вести. Футбол Бурятии»
- «Панорама Бурятии»
- «Выбираю будущее»

## Структура ГТРК «Бурятия»
- «Россия-1» и ГТРК «Бурятия»
- «Россия-24» и ГТРК «Бурятия»
- «Радио России» и ГТРК «Бурятия»
- «Радио Маяк» и ГТРК «Бурятия»
- «Вести-ФМ» и ГТРК «Бурятия»

## Известные сотрудники
- Чимит-Рыгзен Намжилов (1926—1990) — народный поэт Бурятии, заслуженный работник культуры Бурятии и России[3].
- Цырен Галанов (1932—2009) — народный писатель Бурятии, заслуженный работник культуры Российской Федерации[4].
- Владимир Петонов (1932—1993) — народный поэт Бурятии, заслуженный работник культуры Бурятии[5].
- Доржи Эрдынеев (род. 1936) — заместитель директора БГТРК по радиовещанию, народный писатель Бурятии, заслуженный работник культуры Бурятии.
- Мэлс Самбуев (1940—1981) — поэт и журналист.